# جادسون فييرا كاسترو
جادسون فييرا كاسترو (بالبرتغالية: Jadson Viera‏) (4 أغسطس 1981 في البرازيل - ) هو لاعب كرة قدم برازيلي في مركز الدفاع. لعب مع أتلانتي إف سي ونادي دانوبيو ونادي فاسكو دا غاما ونادي لانوس وناسيونال مونتيفيديو.

## روابط خارجية
- جادسون فييرا كاسترو على موقع قاعدة بيانات كرة القدم.إي يو (الإنجليزية)
- جادسون فييرا كاسترو على موقع Soccerway.com (الإنجليزية)
- جادسون فييرا كاسترو على موقع AS.com (الإسبانية)